# Luj XIX., kralj Francuske
Luj XIX. (6. kolovoza 1775. – 3. lipnja 1844.), kralj Francuske 2. kolovoza 1830. godine.
Otac Luja XIX. je bio apsolutistički kralj Francuske Karlo X. Nepopularne odluke njegovog oca dovode tijekom 1830. godine do srpanjske revolucije. Pod pritiskom revolucionara Karlo X. se trebao odlučiti između prihvaćanja ustavne monarhije i abdikacije. Njegova odluka je bila abdikacija u korist svog sina Luja XIX.
Odmah po preuzimanju dužnosti Luju XIX. su revolucionari uručili isti ultimatum koji je njegov otac odbio. Pošto je njegov odgovor na podnesene zahtjeve bio identičan onome Karla X. on je trebao samo pričekati da bude pripremljen njegov abdikacijski dokument.
Samo dvadeset minuta nakon što je postao kralj, Luj XIX. potpisuje vlastitu abdikaciju u korist svog nećaka Henrika V.
| Prethodnik: Karlo X. | Kralj Francuske | Nasljednici: Henrik V. |